# Peter Doyle (Diplomat)

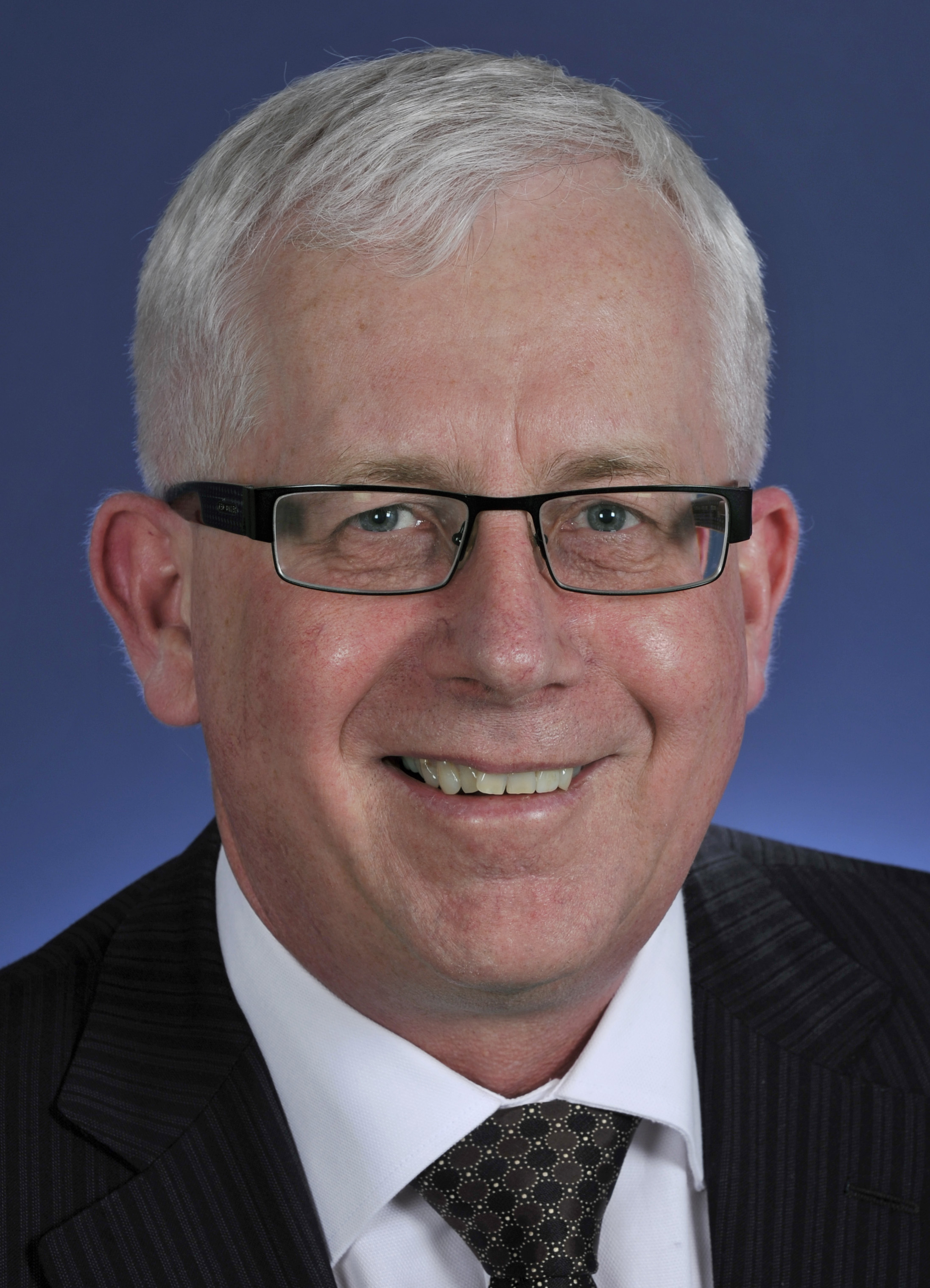
Peter Doyle

Peter Leo Doyle ist ein australischer Diplomat.

## Werdegang
Doyle hat einen Bachelor of Laws und einen Bachelor of Arts (Honours) der University of Queensland.
Beim Außenministerium Australiens war er zunächst Assistant Secretary für die Europäische Union und Westeuropa. Später war er stellvertretender Botschafter und Berater/Chef der politischen und wirtschaftlichen Abteilung der australischen Hochkommission in Kuala Lumpur (Malaysia) und schließlich australischer Botschafter in der Türkei. Von 2014 bis 2018 war Doyle australischer Botschafter in Osttimor.